# Horace Winchell Magoun
Horace Winchell Magoun (Filadelfia, 23 giugno 1907 – Santa Monica, 6 marzo 1991) è stato un fisiologo statunitense.

## Biografia
Studiò medicina dapprima al Rhode Island State College e poi alla Syracuse University, conseguendo la laurea in medicina nel 1931. Nel 1934 conseguì il PhD in anatomia alla facoltà di medicina dell'Università Northwestern, e rimase in quest'ultima università dapprima come assistente (1934-37) e poi come professore di anatomia microscopica (1937-1950). Nel 1948, in collaborazione con il neurofisiologo italiano Giuseppe Moruzzi, Magoun identificò il centro cerebrale responsabile dello stato di veglia: la stimolazione elettrica del tronco encefalico, da Moruzzi e Magoun ritenuto una stazione di collegamento tra il cervelletto e la corteccia motoria, produceva onde elettroencefalografiche tipiche di uno stato di intensa vigilanza. Con indagini più approfondite i due dimostrarono che la stimolazione di questa struttura encefalica profonda, che battezzarono «formazione reticolare», provocava il risveglio dell'animale, mentre la sua distruzione lo faceva cadere in un coma permanente. Con questo resoconto «classico» Moruzzi e Magoun posero le basi per studio della fisiologia del sonno.
Magoun prese parte a numerosi progetti e ricerche in ambito anatomo-fisiologico e fu uno dei padri delle neuroscienze, l'approccio multidisciplinare allo studio del sistema nervoso. Nel 1962 Horace Magounsi trasferì all'Università della California - Los Angeles come professore di anatomia, e in seguito di psichiatria. In California oltre allo studio dei fattori che controllano il sonno e la veglia, Magoun si interessò di neuroendocrinologia, dimostrando fra l'altro l'importante ruolo dell'ipotalamo. Nel 1963 pubblicò un saggio (The working brain) nel quale riassunse i suoi lavori sulla neuroendocrinologia.